# わいわいティータイム
『わいわいティータイム』は、1997年3月31日から9月26日までTBS系列で放送されていたTBS製作の生活情報番組である。放送時間は平日14:00 - 15:55 （日本標準時）。

## 概要
前番組『素敵なあなた』のリニューアル版。本番組へのリニューアルにより、放送時間が2時間近くに拡大した。TBSが報道系ワイドショーからの撤退を宣言していたため、この番組もいわゆる報道系ワイドショーネタを扱わず、生活情報を中心とする内容であった。

## 出演者
- 司会：山本文郎 - 『素敵なあなた』から続投。
- レギュラー出演者：木場弘子、森脇健児、島崎和歌子
- コーナー出演者：大木凡人
- リポーター：福田直代
- ニュース担当：長峰由紀（TBSアナウンサー） - 『JNNニュース1130』と兼任。

## コーナー
大木凡人が平日、全国のイトーヨーカドーに赴き、一般主婦に時事クイズを出題するクイズコーナーが話題を呼んだ。
毎週木曜日に前週に放送されたドラマのハイライトを放送するコーナーがあり、その番組のキャラクターである「番宣しんちゃん」が、当時の放送されたドラマ『オトナの男』に出演したこともある。
レギュラーの島崎和歌子が、体重58.9kg（当時）から45kgの減量を目指したダイエットコーナーが毎回注目されていた。

## 備考
総合司会の山本は、番組開始時に「もしこの番組で事件・芸能スキャンダルを扱うのなら、私はここの席には絶対座らない」と語った。山本は本番組への出演を最後に、『テレポートTBS6』をはじめとする長年の帯番組出演にピリオドを打っていたが、その後、2009年11月19日から『ひるおび!』に木曜コメンテーターとして出演し、本番組以来約12年ぶりの帯番組出演を果たしていた。

## ネット局

### フルネット（14:00 - 15:55）
- 東京放送（現在：TBS）
- 静岡放送（SBS）
- 北陸放送（MRO）
- 中部日本放送（現在：CBC）
- 宮崎放送（MRT）

### 途中飛び乗り（15:00 - 15:55）
- 北海道放送（HBC）- 自社制作番組『気になるパンプキン』のコーナー扱いで放送。
- 青森テレビ（ATV）
- IBC岩手放送（IBC）
- 東北放送（TBC）
- テレビユー山形（TUY）
- テレビユー福島（TUF）
- 新潟放送（BSN）
- 信越放送（SBC）
- テレビ山梨（UTY）
- チューリップテレビ（TUT）
- 毎日放送（MBS）
- 山陰放送（BSS）
- 山陽放送（RSK、現在：RSK山陽放送）
- 中国放送（RCC）
- あいテレビ（ITV）
- テレビ高知（KUTV）
- RKB毎日放送（RKB）- 1997年5月30日までフルネット[3]。
- 長崎放送（NBC）
- 熊本放送（RKK）
- 大分放送（OBS）
- 南日本放送（MBC）
- 琉球放送（RBC）

テレビ山口ではフジテレビ制作『ビッグトゥデイ』をネットしていたため、一度も放送されなかった。